# ケープジラード (ミズーリ州)

ケープジラード郡内の位置

ケープジラード（Cape Girardeau）は、アメリカ合衆国ミズーリ州のケープジラード郡にある都市。人口は3万9540人（2020年） 。古くからミシシッピ川沿いの港町として発展した。通称は「Cape」(ケープ)。サウスイースト・ミズーリ州立大学がある学園都市。

## 歴史
市名の由来は古く18世紀前半まで遡る。辺りにミシシッピ川を見渡す事のできる岬(現在は公園となっている「Cape Rock」)があることと、1733年にフランス人兵士ジーン・パプティスト・デ・ジラルド(Jean Baptiste de Girardot)が取引拠点を置いたことに因み名付けられた。
1793年より居住が始まる。1808年にミズーリ州に編入され、1843年に正式に町の名前が「ケープジラード」(Cape Girardeau)となる。
1835年の蒸気船の出現により、ミシシッピ川沿いの主要都市であるセントルイスとテネシー州メンフィス間で、最も重要な港町に成長する。1863年4月26日には、南北戦争におけるケープジラルドーの戦いの場ともなった。
ケープジラードは、「バラの町」("The City of Roses")と呼ばれ、「世界で唯一の、内陸にある岬の町」("The only inland cape in the world" )と言われる。

## 観光
ミシシッピ川沿いの歴史的ダウンタウン地区を中心に見どころは多い。
開拓当時の雰囲気が現在も色濃く残り、教会や狭い街路など煉瓦造りの美しい町並みが見られ、アメリカ中西部のミシシッピ川港町の旅情を感じることができる。
町の観光案内に、"Escape to Cape"とある。
作家マーク・トウェインがこの町を訪れた際に、「坂のある美しい町」と称したという。
2006年9月にミシシッピ川河畔の丘に、サウスイースト・ミズーリ州立大学リバーキャンパスが竣工。そのキャンパス内に同年10月にオープンしたシアターでは、演劇などの公演が始まった。なお10月24日午後7時からの初公演では、ミシシッピ河畔という同施設の立地にマッチしたマーク・トウェインの小説「ハックルベリー・フィンの冒険」がモデルのミュージカル、"Big River"が公演され大変な人気を博した。

### 見どころ
- Historic Downtown Cape Girardeau 
  - Fort D
  - Old Lorimier Cemetery
  - Common Pleas Courthouse
  - Confederate War Memorial
  - Minton House
  - The Port of Cape Girardeau
  - Missouri Wall of Fame
  - Red House Interpretive Center
  - Cape River Heritage Museum
  - Glenn House
  - Old St. Vincent's Church
- Trail of Tears State Park
- Cape Rock Park

## 地理
ケープジラード市は、北緯37度18分33秒 西経89度32分47秒 / 北緯37.30917度 西経89.54639度に位置する。
州南東のミシシッピ川流域に位置し、川にはビル・エマーソン・メモリアルブリッジ (w:Bill Emerson Memorial Bridge)が架けられイリノイ州イースト・ケープジラードと接続する。
林や丘などの緑が多く、全体的にアップダウンの激しい地形である。

## 交通
- ミシシッピ川の河岸としてケープジラード港がある。現在も観光船、貨物船などが寄航する。
- 空の玄関口は、「ケープジラード地域空港」(w:Cape Girardeau Regional Airport)である。以前はセントルイス・ランバート国際空港間の路線が存在したが、利用者が少なかったため廃止された。現在は、乗り合いタクシーが、セントルイスへ行く唯一の公共交通機関である。
- 市の西側を州間高速道路55号線が南北に走っている。I-55はセントルイスへと続く重要な高速道路である。セントルイスは北西へ所要約2時間である。
- また、州内の主な観光地の一つであるブランソンへは西へ所要2時間半、セントルイスと並ぶブルースの発祥地であるメンフィスへは南へ所要約3時間である。
- 2003年に開通したBill Emerson Memorial Bridgeを通りイリノイ州へ行くことができる。

- 開拓当時はダウンタウンを中心に路面電車が走っていたが廃止された。

## 関係者
- ラッシュ・リンボー：トークショー・ホスト
- トニー・スピナー：ミュージシャン